# Amedeo Tonelli
Amedeo Tonelli (Rovereto, 4 giugno 1985) è un arciere italiano.

## Biografia
Ha cominciato la sua attività di arciere nel 1996, all'età di 11 anni, grazie ad un'attività promossa dalla sua scuola media. Si è quindi avvicinato agli Arcieri Virtus di Riva del Garda, approdando più tardi ai Kappa Kosmos di Rovereto.
Il 20 maggio 2008, insieme ai compagni della Nazionale Italiana Mauro Nespoli, Pia Carmen Lionetti ed Elena Tonetta, è entrato a far parte dell'Aeronautica Militare. Si aggiunge così a Marco Galiazzo e Michele Frangilli, già avieri dell'aeronautica.
Per le Olimpiadi Pechino 2008 è stato la riserva della squadra maschile.
Nel 2017 a Breslavia, in Polonia, ha vinto la gara di tiro con l'arco in campagna ai Giochi mondiali battendo l'americano Brady Ellison

## Carriera
La sua prima convocazione importante è stata quella di Whyl, nel 2001, con la nazionale giovanile. Diventato senior, nel 2005 ha vinto i Campionati Italiani Indoor battendo in finale  Ilario Di Buò. Da quel momento in poi, Tonelli è sempre stato uno degli arcieri di punta della Nazionale Italiana.

## Record
- Record di squadra O.R. indoor 24 Frecce, insieme a Michele Frangilli e Marco Galiazzo, conquistato nel marzo del 2007.
- Record di squadra O.R. 70m, insieme ai compagni Anderle e Gobbi (categoria Junior), conquistato nel 2003.